# Scott Handy
Scott Handy (29 luglio 1968) è un attore britannico.
È laureato in inglese presso l'Università di Cambridge, dove ha studiato anche canto.
Studiò anche recitazione e dal 1993 si è dedicato alla carriera di attore di cinema e televisione; al cinema è noto per il film Match Point di Woody Allen.
È sposato dal 2003 con l'attrice Agni Scott

## Filmografia parziale

### Cinema
- Viaggio in Inghilterra (Shadowlands), regia di Richard Attenborough (1993)
- Il destino di un cavaliere (A Knight's Tale), regia di Brian Helgeland (2001)
- Match Point, regia di Woody Allen (2005)
- Miss Peregrine - La casa dei ragazzi speciali (Miss Peregrine's Home for Peculiar Children), regia di Tim Burton (2016)
- Napoleon, regia di Ridley Scott (2023)

### Televisione
- Poirot (Agatha Christie's Poirot) - serie TV, episodio 6x01 (1995)
- Macbeth, regia di Rupert Goold - film TV (2010)
- L'ispettore Barnaby (Midsomer Murders) - serie TV, episodio 9x07 (2006)